# Gare de Sakaide
La gare de Sakaide (坂出駅, Sakaide-eki) est une gare ferroviaire située à Sakaide, dans la préfecture de Kagawa au Japon. Elle est exploitée par la JR Shikoku.

## Situation ferroviaire
La gare de Sakaide est située au point kilométrique (PK) 21,3 de la ligne Yosan.

## Histoire
La gare de Sakaide a été inaugurée le 21 février 1897.

## Service des voyageurs

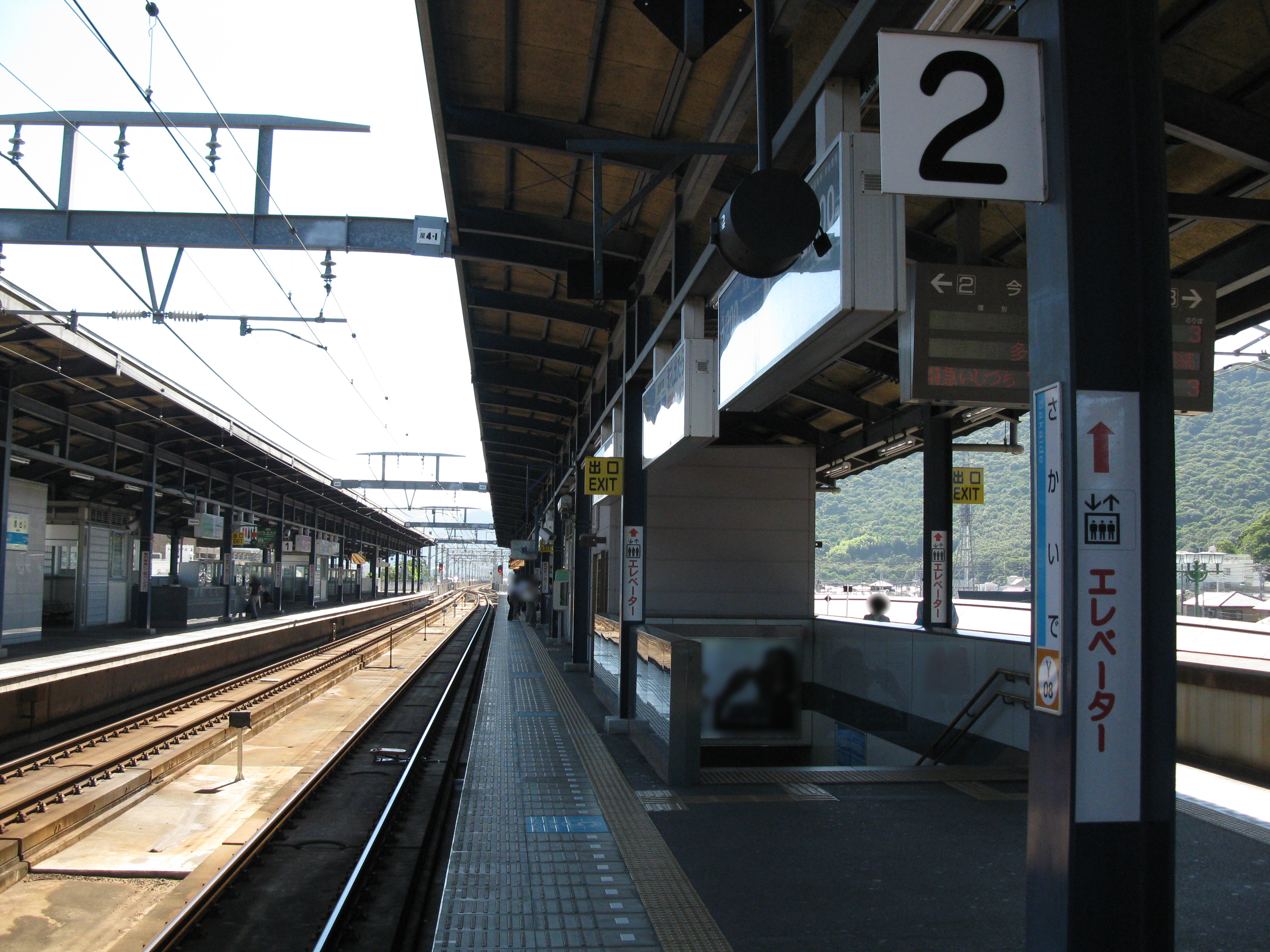
Vue des quais.

### Accueil
La gare dispose d'un bâtiment voyageurs, avec guichets, ouvert tous les jours.

### Desserte
- Ligne Yosan :
  - voies 1 et 2 : direction Takamatsu
  - voies 2 et 3 : direction Tadotsu (interconnexion avec la ligne Dosan pour Kotohira et Kōchi), Kan-onji et Matsuyama
- Ligne Seto-Ōhashi :
  - voie 3 : direction Okayama